# Liste der Bürgermeister von Hardinxveld-Giessendam
Dieses ist die Liste der Bürgermeister von Hardinxveld-Giessendam in der niederländischen Provinz Südholland seit der Gründung der Gemeinde am 1. Januar 1957.
| Bürgermeister | Bürgermeister          | Partei | Partei     | Amtszeit  | Anmerkungen                                           |
| ------------- | ---------------------- | ------ | ---------- | --------- | ----------------------------------------------------- |
|               | Bram Brinkman          |        | ARP, CDA   | 1957–1980 |                                                       |
|               | Roel Dijkstra          |        | CDA        | 1980–1984 |                                                       |
|               | Boelhouwer van Wouwe   |        | CDA        | 1984–1995 |                                                       |
|               | Arie Noordergraaf      |        | SGP        | 1995–2006 |                                                       |
|               | Roel Augusteijn        |        | CDA        | 2006–2008 | kommissarisch                                         |
|               | Maria Wiebosch-Steeman |        | GroenLinks | 2009–2012 |                                                       |
| Bert Blase    | Bert Blase             |        | PvdA       | 2012–2014 | kommissarisch zugleich Bürgermeister von Alblasserdam |
|               | Roel Augusteijn        |        | CDA        | 2014–2016 | kommissarisch                                         |
|               | Dirk Heijkoop          |        | CDA        | seit 2016 |                                                       |